# Misraħ Għar il-Kbir
Misrah Ghar il-Kbir, informativet kaldet Clapham Junction, er et forhistorisk arkæologisk område på Malta i nærheden af klipperne ved Dingli. Stedet er kendt for sit komplekse netværk af parvise parallelle kanaler som er skåret ned i overfladen på bjerge, og strækker sig over betydelige distancer, ofte i nøjagtige rette linjer. Deres alder og hensigt er fortsat et mysterium. De fleste arkæologer tror at kanalerne blevet til omkring 2000 f.Kr. da nye bosættere kom fra Sicilien for at indlede bronzealderen på Malta.
Navnet "Clapham Junction" blevet givet af en englænder som mente, at sporene mindede ham om den store og travle jernbanestationen Clapham Junction Station i Battersea i London.
35°51′08″N 14°23′49″Ø / 35.852244°N 14.396899°Ø